# Великий Кобылин
Великий Кобылин (укр. Великий Кобилин) — село на Украине, находится в Овручском районе Житомирской области.
Код КОАТУУ — 1824281102. Население по переписи 2001 года составляет 207 человек. Почтовый индекс — 11150. Телефонный код — 4148. Занимает площадь 0,157 км².

## Адрес местного совета
11150, Житомирская область, Овручский р-н, с.Великая Хайча